# سرقت (فیلم ۲۰۱۵)
سرقت (به انگلیسی: Heist) یک فیلم سرقت و دلهره‌آور آمریکایی محصول سال ۲۰۱۵ به کارگردانی اسکات مان است. در این فیلم بازیگرانی همچون رابرت دنیرو، جفری دین مورگان، کیت باسورث، موریس چسنات، دیوید باتیستا، جینا کارانو، مارک پل گوسالر، دی بی سویینی و تایسون سلیوان ایفای نقش کرده‌اند.
این فیلم در ۱۳ نوامبر ۲۰۱۵ توسط لاینزگیت فیلمز منتشر شد.

## خلاصه داستان
فیلم سرقت (Heist) لوک وان، پدری که توان پرداخت هزینه‌های درمان دخترش را ندارد، بعنوان آخرین راه چاره، با یک همکار حریص، شریک می‌شود تا از کازینویی که هر دو در آن مشغول به کار هستند سرقت کنند. اما طی تعقیب و گریز با نیروهای امنیتی کازینو، مجبور به دزدیدن یک اتوبوس و گروگان گرفتن مسافران آن می‌شوند و…

## تولید
فیلمبرداری قرار بود در بتن‌روژ، لوئیزیانا انجام شود، اما به موبیل، آلاباما منتقل شد و فیلمبرداری در ۱۳ اکتبر ۲۰۱۴ آغاز شد.